# ألان تورانس
ألان تورانس (بالإنجليزية: Alan Torrance)‏ هو عالم عقيدة نيوزيلندي، ولد في 1956.